# Amblypodia japonica
Amblypodia japonica är en fjärilsart som beskrevs av Murray 1875. Amblypodia japonica ingår i släktet Amblypodia och familjen juvelvingar. Inga underarter finns listade i Catalogue of Life.